# Aek Nabara (Panyabungan Timur)
Aek Nabara is een bestuurslaag in het regentschap Mandailing Natal van de provincie Noord-Sumatra, Indonesië. Aek Nabara telt 65 inwoners (volkstelling 2010).